# Carcare
Carcare (ligur nyelven Èl Còrcre, Còrcr, Côrcare vagy Càrcae) település Olaszországban, Liguria régióban, Savona megyében. Lakosainak száma 5204 fő (2023. január 1.). Carcare Altare, Cairo Montenotte, Cosseria, Mallare, Pallare és Plodio községekkel határos.

## Népesség
A település népességének változása:
| Lakosok száma | 5588 | 5534 | 5204 |
|               | 2017 | 2018 | 2023 |